# 桐朋小学校
桐朋小学校（とうほうしょうがっこう）は、東京都調布市若葉町にある私立小学校。

## 概要
- 「桐朋」の名称は、桐朋学園の前身母体である山水育英会が戦後解体の危機に陥った際、これを救った東京高等師範学校の校章「五三の桐」に由来し、同校との協力関係「桐の朋（とも）」を意味する。
- 第1期生は1組、第2期生（創立時の1年生）は東組、西組の2組、第10期生より中組が加わり3組となる。
- 一貫教育、情操教育、視聴覚教育。帰国子女受入の先駆。心身の健康、「心の健康、からだの健康」。合宿重視。作文教育。
- 校歌「桐朋学園初等部のうた」生江義男作詞/入江義朗作曲
- 桐朋学園女子部門の一つ。なお桐朋学園小学校は、桐朋学園男子部門の小学校である。
- 男女共学であるが、中学からは男女別になり、男子児童の卒業生は桐朋中学校・高等学校に進学できる。
- 女子児童の卒業生は桐朋女子中学校・高等学校に進学できる。

## 沿革
- 1940年 - 山下汽船株式会社社長山下亀三郎からの献金をもとに、山下育英会を組織。
- 1941年 - 山水高等女学校開校。
- 1947年 - 山水育英会から財団法人桐朋学園が誕生。東京教育大学（当時の東京文理科大学・東京高等師範学校）と深い関係を持つ。校名の「桐」は、東京高等師範学校の校章である桐紋に由来する。山水高等女学校を桐朋高等女学校と改称。桐朋第二中学校を併設。
- 1948年 - 桐朋第二中学校を桐朋女子中学校と改称。桐朋女子中学校・高等学校併設。
- 1951年 - 学校法人桐朋学園に改組。
- 1955年 - 幼小中高一貫教育を行うため普通科に幼稚園、小学校を併設する。

## 主な卒業生
- 新居佳英 - アトラエ創業者・CEO、アルティーリ千葉創設者
- 黒須美彦 - クリエイティブ・ディレクター
- 黒須正明 - 研究者
- 四宮信隆 - 駐ポルトガル共和国大使
- 生江隆之 - 三井ホーム社長
- 藤明里 - パイロット
- 高橋侑子 - トライアスロン選手
- 豊田兼 - 陸上競技選手

## 桐朋学園の構成
男子部
- 桐朋学園小学校 ※男女共学
- 桐朋中学校・高等学校

女子部
- 桐朋幼稚園 ※男女共学
- 桐朋小学校 ※男女共学
- 桐朋女子中学校・高等学校（普通科）
- 桐朋学園芸術短期大学 ※男女共学

音楽部
- 子供のための音楽教室
- 桐朋女子高等学校（音楽科）※男女共学
- 桐朋学園大学
- 桐朋学園大学院大学（富山市）
- 桐朋オーケストラ・アカデミー（富山市）